# Glyndwr Michael
Pour les articles homonymes, voir Michael.
Glyndwr Michael, né le 4 janvier 1909 et mort le 24 janvier 1943, est un sans-abri gallois partiellement analphabète, connu pour l'utilisation de son cadavre dans le cadre de l'opération Mincemeat. Son identité n'a réellement été connue qu'à partir des années 1990. Il est enterré à Huelva en Espagne.

## Éléments biographiques
Glyndwr Michael est né à Aberbargoed (en) au Pays de Galles. Jeune homme, il exerce quelques emplois comme jardinier ou ouvrier. Il est le fils de Thomas Michael, mineur, qui se suicide quand il a 15 ans ; sa mère décède, elle, quand il a 31 ans.
Peu de temps avant son décès, Glyndwr Michael est sans-abri et sans attache, à Londres. Il est retrouvé agonisant dans un entrepôt près de King's Cross, manifestement à la suite d'une tentative de suicide par empoisonnement (il aurait absorbé de la mort-aux-rats). Il meurt peu après au St Pancras Hospital (en). Il est également envisagé qu'il ne se soit pas suicidé : la faim l'aurait poussé à manger des croûtes de pain enduites de pâte empoisonnée à destination des rats (mort-aux-rats).

## Opération Mincemeat
Son cadavre est « sélectionné » pour l'opération d'une part car il est possible de le présenter comme un cadavre victime d'une noyade et d'autre part car il ne semble pas avoir d'attache familiale. Ewen Montagu a toutefois prétendu par la suite qu'il était mort d'une pneumonie et que la famille avait été contactée et qu'une autorisation avait été obtenue. Il semble que cela soit faux.

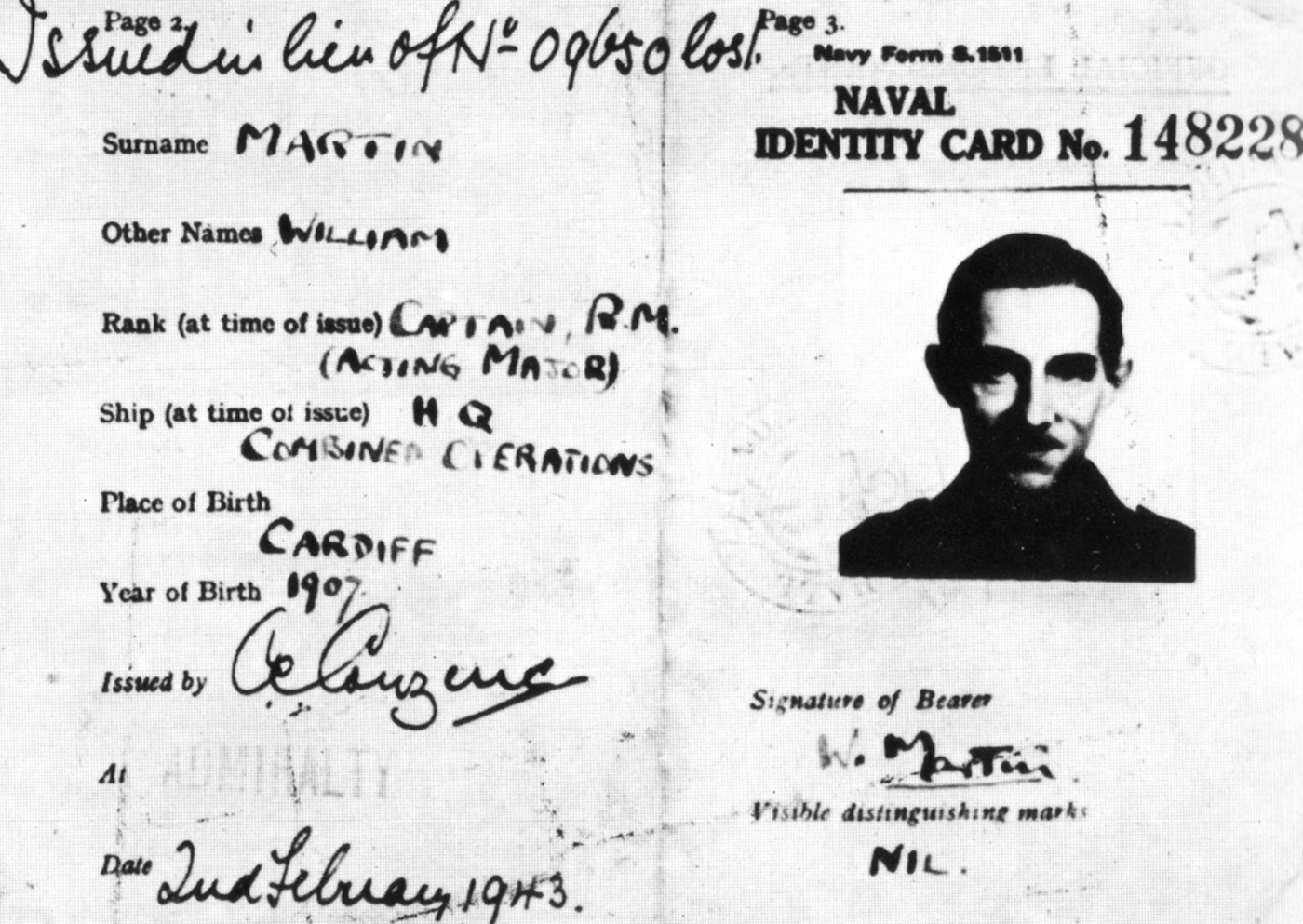
Carte d'identité du Major "William Martin".

C'est donc son cadavre muni de faux documents qui est utilisé pour l'opération. Il est supposé être William Martin, né le 29 mars 1907 et mort le 24 avril 1943.
Son cadavre est enterré sous la dénomination « Major William Martin » au cimetière de Huelva. Sur sa pierre tombale est alors inscrit :

« William Martin, born 29 March 1907, died 24 April 1943, beloved son of John Glyndwyr Martin and the late Antonia Martin of Cardiff, Wales, Dulce et Decorum est pro Patria Mori, R.I.P. »

Ce n'est qu'en 1998 que le gouvernement britannique fait ajouter une référence à Glyndwr Michael sur la dite pierre tombale :

« Glyndwr Michael; Served as Major William Martin, RM »

## Œuvres sur ce sujet
- L’Homme qui n'a jamais existé (film, titre original en anglais : The Man Who Never Was)
- L’Homme qui n'a jamais existé (comédie musicale, titre original en gallois : Y Dyn Na Fu Erioed)[5]
- Alain Decaux raconte : « Opération "Chair à pâté" » (émission de télévision, 1978)
- La Ruse (film, titre original en anglais : Opération mincemeat, John Madden, 2021)
- Operation Mincemeat (comédie musicale, 2019)

## Hommages
Une plaque lui rend hommage à Aberbargoed (en). Sur celle-ci est inscrite : « Y Dyn Na Fu Erioed » (« L'Homme qui n'a jamais existé »).